# Triakisni ikozaeder
| Triakisni ikozaeder                   | Triakisni ikozaeder                      |
| ------------------------------------- | ---------------------------------------- |
|                                       |                                          |
| Vrsta                                 | Catalanovo telo                          |
| Coxeterjev diagram                    |                                          |
| Stranske ploskve                      | enakokraki trikotniki                    |
| Stranske ploskve                      | 60                                       |
| Robovi                                | 90                                       |
| Oglišča                               | 32                                       |
| Vrsta oglišč                          | 20{3}+12{10}                             |
| Konfiguracija stranskih ploskev       | V3.10.10                                 |
| Simetrijska grupa                     | Ih, H3, [5,3], *532                      |
| Vrtilna grupa                         | I, [5,3]+, 532                           |
| Diedrski kot                          | 160º36′45″ arccos(-(24+15√5)/61)         |
| Lastnosti                             | konveksen, tranzitivne stranske ploskve, |
| prisekan dodekaeder (dualni polieder) | mreža telesa                             |

Triakisni ikozaeder je arhimedsko oziroma Catalanovo telo. Njemu dualno telo je prisekan dodekaeder.
Lahko ga obravnavamo kot ikozaeder s tristranimi piramidami, ki povečujejo vsako stransko ploskev. Je tudi klitop ikozaedra. To kaže tudi ime triakisni.

## Sorodne oblike
- Prva stelacija ikozaedra ali mali triambski ikozaeder (včasih imenovan triakisni ikozaeder)
- veliki zvezdni dodekaeder (z zelo visokimi piramidami)
- veliki dodekaeder (z obrnjenimi piramidami)

Triakisni ikozaeder ima številne stelacije. Ena izmed njih je prikazana na levi sliki.
| Simetrija        | Sferna         | Sferna        | Sferna        | Sferna        | Ravninska      | Hiperbolična... | Hiperbolična... | Hiperbolična... |
| Simetrija        | *232 [2,3] D3h | *332 [3,3] Td | *432 [4,3] Oh | *532 [5,3] Ih | *632 [6,3] P6m | *732 [7,3]      | *832 [8,3]...   | *∞32 [∞,3]      |
| Red              | 12             | 24            | 48            | 120           | ∞              | ∞               | ∞               | ∞               |
| ---------------- | -------------- | ------------- | ------------- | ------------- | -------------- | --------------- | --------------- | --------------- |
| Prisekane oblike | 3.4.4          | 3.6.6         | 3.8.8         | 3.10.10       | 3.12.12        | 3.14.14         | 3.16.16         | 3.∞.∞           |
| Coxeter Schläfli | t0,1{2,3}      | t0,1{3,3}     | t0,1{4,3}     | t0,1{5,3}     | t0,1{6,3}      | t0,1{7,3}       | t0,1{8,3}       | t0,1{∞,3}       |
| Triakisne oblike | V3.4.4         | V3.6.6        | V3.8.8        | V3.10.10      | V3.12.12       | V3.14.14        |                 |                 |
| Coxeter          |                |               |               |               |                |                 |                 |                 |

Triakisni ikozaeder je del zaporedja poliedrov in del tlakovanj, ki se se lahko razširi v hiperbolično ravnino. Te oblike z tranzitivnimi stranskimi ploskvami imajo zrcalno simetrijo (*n32).